# Cirinten (plaats)
Cirinten is een bestuurslaag in het regentschap Lebak van de provincie Banten, Indonesië. Cirinten telt 4201 inwoners (volkstelling 2010).